# Telamonia caprina
Telamonia caprina là một loài nhện trong họ Salticidae.
Loài này thuộc chi Telamonia. Telamonia caprina được Eugène Simon miêu tả năm 1903.